# Josef Bach
Josef Bach, avstrijski general, * 4. junij 1846, † ?.

## Pregled vojaške kariere
Napredovanja
- generalmajor: 1. november 1894 (z dnem 4. novembrom 1894)
- podmaršal: 1. maj 1898 (z dnem 7. majem 1898)